# 赤穂事件の人物一覧
赤穂事件の人物一覧（あこうじけんのじんぶついちらん）では、赤穂浪士（あこうろうし）をはじめとした、赤穂事件に関連する人物に関して記載する。

## 赤穂浪士

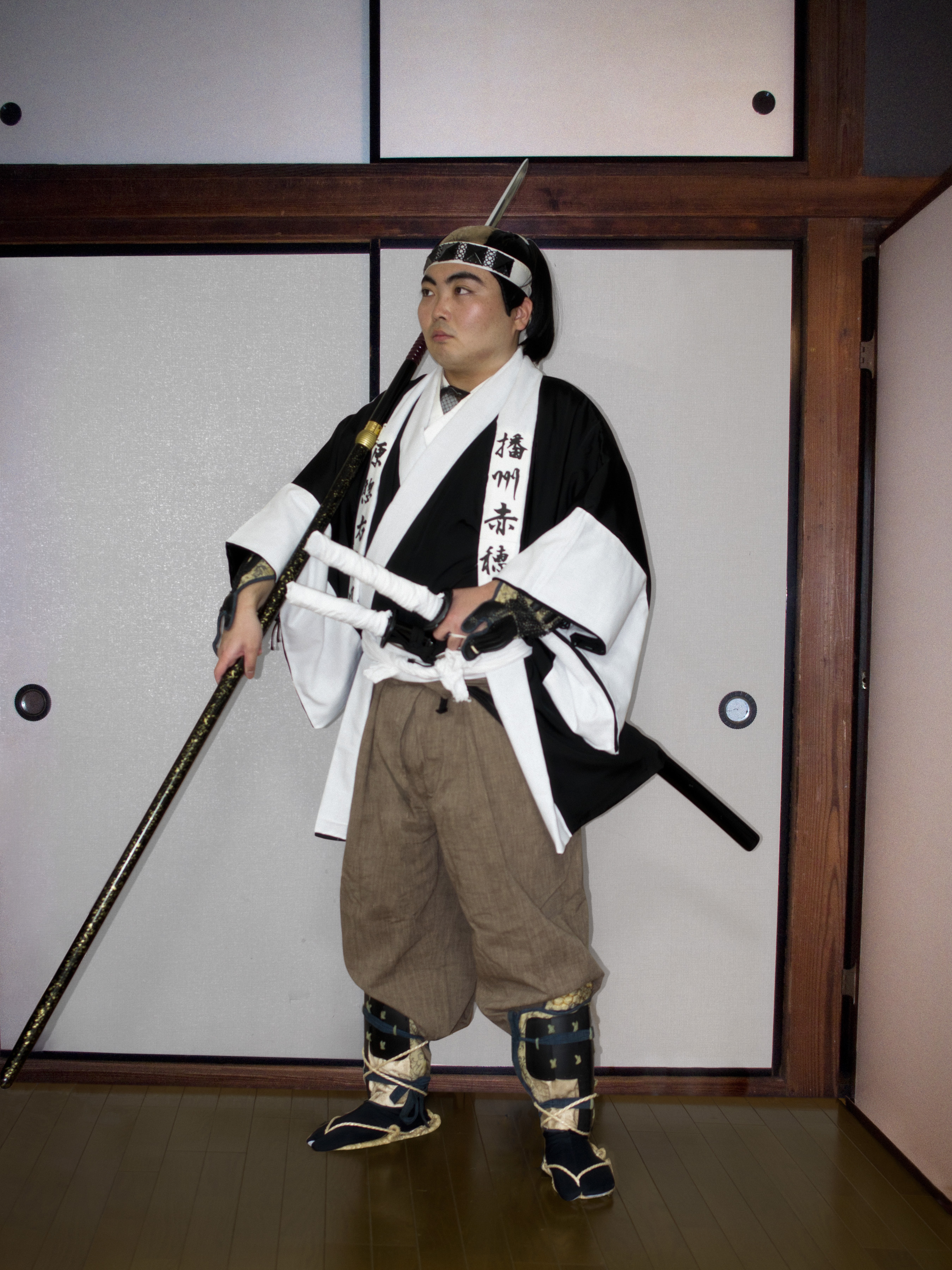
赤穂浪士の扮装。歌舞伎などの創作において広まった典型的な討ち入りの装束だが、史実ではない。

赤穂浪士（あこうろうし）とは、元禄15年12月14日（1703年1月30日）夜に江戸本所において、この前年に赤穂藩主浅野長矩（内匠頭）が遺恨ありとして殿中刃傷に及ぶも討ち漏らした高家肝煎吉良義央（上野介）の首級をあげ、主君浅野長矩（内匠頭）の墓前に供えた大石良雄（内蔵助）以下46人の旧赤穂藩士のことをいう。討入りの際に脱落した寺坂信行（吉右衛門）も加えて一般に四十七士という。
四十七士の行為を賞賛する立場からは、四十七士の事を赤穂義士（あるいは単に義士）と呼ぶ。 それ以外の立場に立つ場合は、四十七士を含めた赤穂藩の浪人の事を赤穂浪士と呼ぶ事が多いが、この名称は事件のあった元禄時代には一般的な言葉ではなく、作家の大佛次郎がこれまでの義士としての四十七士像を浪人としての四十七士に大転換する意図を持って書いた小説『赤穂浪士』で一般的になったものである。（ただし先行作にも使用例あり）。

赤穂浪士が葬られた泉岳寺では、現在も毎年討ち入りの日に義士祭を催している（討ち入りの日は元禄15年12月14日（1703年1月30日）深夜。また元禄15年12月15日は西暦1703年1月31日であるが、義士祭はグレゴリオ暦の12月14日に行われている）。

### 討ち入り参加者の傾向
討ち入り参加者の半数強にあたる24人が、内匠頭刃傷の際、江戸にいた浪士たちである。藩士の多くは国元にいた事を考えれば、この比率は際立って高い。
国元在住だが江戸まで内匠頭についてきて刃傷事件に遭遇したものも12人いる。
家臣団の頂点に位置する家老4人と番頭5人のうち、討ち入りに参加したのは内蔵助のみで、物頭は吉田忠左衛門と原惣右衛門のみであり、残りは用人、馬廻、小姓、およびその家族が大半であった。
また親族での討ち入り参加が多く、単独で討ち入りに参加したものは21人、残り26人は親子あるいは何らかの親族関係のものとともに討ち入りに参加している。

討ち入り参加者の多くは内匠頭個人から特別な恩寵を受けたものはおらず 、むしろ内匠頭との関係が悪かったものもいた。
例外は片岡源五右衛門と磯貝十郎左衛門で、彼らは浅野内匠頭の側近であり、一昔前であれば内匠頭の死とともに殉死するような関係にある。
一方内匠頭と関係が悪かった例としては千馬三郎兵衛がおり、千馬は主君に度々諫言して不興を買い、閉門にさせられ、刃傷事件のあった元禄14年の3月には永の暇乞いをしようとしていたほどであったにもかかわらず、討ち入りに参加している。
不破数右衛門も内匠頭から勘気を蒙り、刃傷事件の際には浪人中だったにもかかわらず、内蔵助に頼んで討ち入りに参加している。

### 脱落者の傾向
赤穂藩士に士分の子や隠居を含めた三百数十人のうち、1/3以上が神文を提出。そこから80名ほどが脱名し、討ち入りに参加したのは46名（寺坂は士分ではなく足軽身分）であった。
神文提出の段階でまず下級武士がいなくなり、そこから46人に絞られる段階で比較的高禄のものが離脱した。
最初に下級武士がいなくなったのは、町人になるなど生計を立てる道があったからであろうし、その後で高禄のものが離脱したのは浅野大学の処分が決まりお家再興の道が閉ざされたためだろう。
離脱者は時に討ち入り参加者から義絶されたり不通にされたりするが、それは討ち入り参加者が離脱者の援助を受けられなくなるという事でもあった。

### 四十七士
| 氏名                                                  | 事柄（役職、禄高、役割、享年、辞世など） |
| ----------------------------------------------------- | --- |
| 大石内蔵助良雄 おおいしくらのすけよしお（よしたか）   | 国家老、1500石（譜代）。討ち入りの指導者。享年45。辞世は「あら楽や思ひは晴るゝ身は捨つる浮世の月にかゝる雲なし」とされる場合が多いが、熊本藩の堀内が預かった真筆は「武士の 矢並つくろふ 小手のうへに あられたはしる 那須のしの原」。 |
| 大石主税良金 おおいしちからよしかね                   | 部屋住み。大石良雄の長男。大石内蔵助の嫡男で四十七士では最年少で、内匠頭の刃傷の際は元服前で幼名の松之丞を名乗っていた。討ち入りの際には裏門隊の大将を務めた 。享年16。 辞世は「あふ時はかたりつくすとおもへども別れとなればのこる言の葉」。 |
| 原惣右衛門元辰 はらそうえもんもととき                 | 足軽頭、300石（新参）。早くから江戸の急進派に同調していた。享年56。辞世は「君がため思もつもる白雪を散らすは今朝の嶺の松風」。 |
| 片岡源五右衛門高房 かたおかげんごえもんたかふさ       | 側用人・児小姓頭、350石（譜代）。浅野長矩の遺体を引き取る。芝居の忠臣蔵では主君切腹の前に最後の対面をした。仇討ちを強硬に主張し独自の行動をとっていた。享年37。 |
| 堀部弥兵衛金丸 ほりべやへえかなまる（あきざね）       | 前江戸留守居、前300石、隠居料20石（譜代）。高田馬場の決闘で名を馳せた安兵衛を強いて求めて養子にした。四十七士最高齢で享年77。辞世は「雪はれて思ひを遂るあしたかな」。 |
| 堀部安兵衛武庸 ほりべやすべえたけつね                 | 馬廻、200石。越後国新発田藩出身、旧姓中山。25才の時に甥・叔父の義理を結んだ菅野六郎左衛門の危機に助太刀した高田馬場の決闘で名を馳せ、堀部金丸の婿養子となる。赤穂浅野家の家臣となる。仇討ち急進派の中心人物。享年34。辞世は「梓弓ためしにも引け武士の道は迷はぬ跡と思はば」。 |
| 吉田忠左衛門兼亮 よしだちゅうざえもんかねすけ         | 大石内蔵助に次いで事実上の副頭領。足軽頭・郡奉行、200石役料50石（譜代）。享年64。辞世は「かねてより君と母とにしらせんと人よりいそぐ死出の山道」。寺坂信行の主。 |
| 吉田沢右衛門兼貞 よしださわえもんかねさだ             | 部屋住み。蔵奉行吉田兼亮の長男。享年29。 |
| 近松勘六行重 ちかまつかんろくゆきしげ                 | 馬廻、250石（譜代）。討ち入りの際に負傷する。享年34。 |
| 間瀬久太夫正明 ませきゅうだゆうまさあき               | 大目付、200石役料50石（二代）。享年63。 |
| 間瀬孫九郎正辰 ませまごくろうまさとき                 | 部屋住み。間瀬正明の長男。享年23。 |
| 赤埴源蔵重賢 あかばねげんぞうしげかた                 | 馬廻、200石（譜代）。忠臣蔵では「徳利の別れ」で有名。享年35。 |
| 潮田又之丞高教 うしおだまたのじょうたかのり           | 郡奉行、絵図奉行、200石（譜代）。享年35。吉良義央を討ち取るとその首級を槍先に括りつけ引き揚げた。辞世は「武士の道とばかりを一筋に思ひ立ぬる死出の旅路を」。 |
| 富森助右衛門正因 とみのもりすけえもんまさより         | 馬廻・使番、200石（二代）。享年34。屋内戦に有利な9尺の短槍を使用した。辞世は「先立し人もありけりけふの日をつひの旅路の思ひ出にして」。 |
| 不破数右衛門正種 ふわかずえもんまさたね               | 元馬廻・浜奉行、元100石（譜代）。元禄10年頃浅野内匠頭の勘気を受けて浪人していたが、浅野内匠頭の刃傷後、大石内蔵助に許されて帰参し、討ち入りに参加。吉良邸討ち入りでは裏門を屋外で固める役であったが、じっとしてられず中に侵入し、二人を斬り倒し、吉良左兵衛に斬りかかった。左兵衛は逃げてしまったものの、別の一人と斬りあいをして倒す。斬り合いのしすぎで刀がささらのようになり刃が無くなるほどだったという。感じ入った仙石の指示により同じ刀で介錯されたとも伝わる。享年34。 |
| 岡野金右衛門包秀 おかのきんえもんかねひで             | 部屋住み。十文字槍の使い手であり、狭い門から飛び出して逃げくるものを突殺した。忠臣蔵の物語では美男とされ、大工の娘を通じて吉良屋敷の図面を手に入れたとなっており、また父が内蔵助の放蕩を見て頓死するが、いずれも史実ではない。享年24。辞世は「その匂ひ雪のあさぢの野梅かな」。 |
| 小野寺十内秀和 おのでらじゅうないひでかず             | 京都留守居番、150石役料70石（譜代）。享年61。辞世は「今ははや言の葉草もなかりけり何のためとて露結ぶらむ」。 |
| 小野寺幸右衛門秀富 おのでらこうえもんひでとみ         | 部屋住み。小野寺秀和の養子。享年28。辞世は「今朝もはやいふ言の葉もなかりけりなにのためとて露むすぶらん」。 |
| 木村岡右衛門貞行 きむらおかえもんさだゆき             | 馬廻・絵図奉行、150石（譜代）。享年46。辞世は「おもひきや我が武士の道ならで御法のゑんにあふとは」。 |
| 奥田孫太夫重盛 おくだまごだゆうしげもり               | 武具奉行・江戸定府、150石（新参）。仇討ち急進派の中心人物。享年57。 |
| 奥田貞右衛門行高 おくださだえもんゆきたか             | 部屋住み。奥田重盛の養子。近松勘六の異母弟。享年26。 |
| 早水藤左衛門満尭 はやみとうざえもんみつたか           | 馬廻、150石（二代）。刃傷事件の第一報を江戸から赤穂へ伝える。享年40。辞世は「地水火風空のうちより出し身のたどりて帰るもとのすみかに」。 |
| 矢田五郎右衛門助武 やだごろうえもんすけたけ           | 馬廻・江戸定府、150石（二代）。享年29。 |
| 大石瀬左衛門信清 おおいしせざえもんのぶきよ           | 馬廻、150石（譜代）。享年27。 |
| 礒貝十郎左衛門正久 いそがいじゅうろうざえもんまさひさ | 物頭・側用人、150石（新参）。享年25。 |
| 間喜兵衛光延 はざまきへえみつのぶ                     | 勝手方吟味役、100石（二代）。享年69。辞世は「草枕むすぶ仮寐の夢さめて常世にかへる春の曙」。 |
| 間十次郎光興 はざまじゅうじろうみつおき               | 部屋住み。間光延の長男。吉良上野介に一番槍をつけ、武林が絶命させたその首級をあげた。享年26。辞世は「終にその待つにぞ露の玉の緒のけふ絶えて行く死出の山道」。 |
| 間新六郎光風 はざましんろくろうみつかぜ               | 間光延の次男。養子に出されたが養父と折り合いが悪く江戸に出て浪人になっていた。願い出て義盟に加えられた。赤穂義士のなかで本当に切腹している。享年24。辞世は「思草茂れる野辺の旅枕仮寝の夢は結ばざりしを」。 |
| 中村勘助正辰 なかむらかんすけまさとき                 | 書物役、100石（譜代）。享年46。辞世は「梅が香や日足を伝ふ大書院」。 |
| 千馬三郎兵衛光忠 せんば（ちば）さぶろべえみつただ     | 馬廻、100石（二代）。享年51。 |
| 菅谷半之丞政利 すがやはんのじょうまさとし             | 馬廻・郡代、100石（譜代）。享年44。 |
| 村松喜兵衛秀直 むらまつきへえひでなお                 | 扶持奉行・江戸定府、20石5人扶持（二代）。享年62。辞世は「命にもかえぬ一をうしなはば逃げかくれてもこゝを逃れん」。 |
| 村松三太夫高直 むらまつさんだゆうたかなお             | 部屋住み。村松秀直の長男。享年27。辞世は「極楽を断りなしに通らばや弥陀諸共に四十八人」。 |
| 倉橋伝助武幸 くらはしでんすけたけゆき                 | 扶持奉行・中小姓、20石5人扶持（二代）。享年34。 |
| 岡嶋八十右衛門常樹 おかじまやそえもんつねしげ         | 札座勘定奉行、20石5人扶持（二代）。原惣右衛門の弟。享年38。 |
| 大高源五忠雄 おおたかげんごただお（ただたけ）         | 金奉行・膳番元方・腰物方、20石5人扶持。小野寺秀富の兄。俳諧をよくして『二ツの竹』の俳諧撰集がある。享年32。辞世は「梅で呑む茶屋もあるべし死出の山」。 |
| 矢頭右衛門七教兼 やとう（やこうべ）えもしちのりかね   | 部屋住み（譜代）。刃傷後、父・矢頭長助とともに盟約に加わったが、大阪に移り住んだ頃から父が病に倒れ、帰らぬ人となったため、右衛門七のみが討ち入りに参加する。討ち入りへの参加は、病に倒れていたころからの父の遺言であったという。大石主税に次ぐ若年で、享年18。 |
| 勝田新左衛門武尭 かつたしんざえもんたけたか           | 札座横目、15石3人扶持（譜代）。享年24。 |
| 武林唯七隆重 たけばやしただしちたかしげ               | 馬廻、15両3人扶持（二代）。武林唯七は豊臣秀吉の朝鮮出兵の際捕虜になった中国人の孫で、中国浙江省の武林の出身だったことから姓を武林と名乗った。唯七は上方では最も急進的な同志の一人であった。享年32。辞世は「三十年来一夢中 捨レ身取レ義夢尚同 双親臥レ病故郷在 取レ義捨レ恩夢共空」（「レ」は漢詩文訓読の返り点）。 |
| 前原伊助宗房 まえばらいすけむねふさ                   | 金奉行・中小姓、10石3人扶持（二代）。江戸で呉服屋を開き吉良屋敷を探索した。享年40。辞世は「春来んとさしもしらじな年月のふりゆくものは人の白髪」。 |
| 貝賀弥左衛門友信 かいがやざえもんとものぶ             | 中小姓・蔵奉行、10両3人扶持（新参）。吉田兼亮の弟。享年54。 |
| 杉野十平次次房 すぎのじゅうへいじつぎふさ             | 札座横目、8両3人扶持（二代）。享年28。 |
| 神崎与五郎則休 かんざきよごろうのりやす               | 徒目付、5両3人扶持（新参）。享年38。辞世は「余の星はよそ目づかひや天の川」。 |
| 三村次郎左衛門包常 みむらじろうざえもんかねつね       | 台所奉行・酒奉行、7石2人扶持（二代）。享年37。 |
| 横川勘平宗利 よこかわかんべいむねとし                 | 徒目付、5両3人扶持（新参）。12月14日に吉良屋敷で茶会があることを調べる。享年37。辞世は「まてしばし死出の遅速はあらんともまつさきかけて道しるべせむ」。吉良邸の茶会が開かれる日を茶坊主の手紙を盗み読みして「茶会は十四日」と大石に報告し討ち入り日が決まった。 |
| 茅野和助常成 かやのわすけつねなり                     | 横目付、5両3人扶持（新参）。享年37。辞世は「天の外はあらじな千種たに本さく野辺に枯るると思へは世や命咲野にかかる世や命」。 |
| 寺坂吉右衛門信行 てらさかきちえもんのぶゆき           | 吉田兼亮の足軽、3両2分2人扶持。四十七士では最も身分が低く、他の46人が士分なのに対し、寺坂は士分ではなく足軽である。おそらくもともとは百姓で、吉田忠左衛門の家来になったが、忠左衛門が足軽頭になったことにより忠左衛門の足軽から藩直属の足軽に昇格 。討ち入りには参加したが引き上げの際に姿を消した。それ故に赤穂浪士切腹の後も生き残る。享年83。 |

## 死亡者
赤穂義士に斬殺された吉良以外の死者は次の14人。史料によってはのちに死亡した重傷者を加え人数が異なる場合あり。また、火事連呼を狂言だと見破って斬られた門番も士分ではなく、上杉家重臣の大石氏が召し抱えて派遣した渡り中間の類だとしているものもある。
- 小林平八郎央通　家老　南書院前　通玄院恵澄正脱玉円日融信士（慈眼寺）

『大河内文書』によれば、赤穂浪士の吉良邸討ち入りの際、逃げようとしたところを赤穂浪士達に捕らえられ、「上野介（義央）はどこか？」と聞かれたのに対して、「下々の者なので知らない」と答えるも、「下々が絹の衣服を着ているはずがない」と言われ、首を落とされたとしている。
一方、赤穂方の落合与左衛門（瑤泉院付き用人）の書といわれる『江赤見聞記』には「小林平八は、槍を引っさげて激しく戦い、上野介をよく守ったが、大勢の赤穂浪士と戦ってついに討ち取られた」となっている。
忠臣蔵や武者肉筆画などでは、女性の打ち掛けを纏う女装の剣客として描かれている。中島八右衛門辰政（ときまさ）は曾孫。
- 清水一学義久　近習（中小姓[25]用人[26][25]）　台所口　端翁元的信士（万昌院）

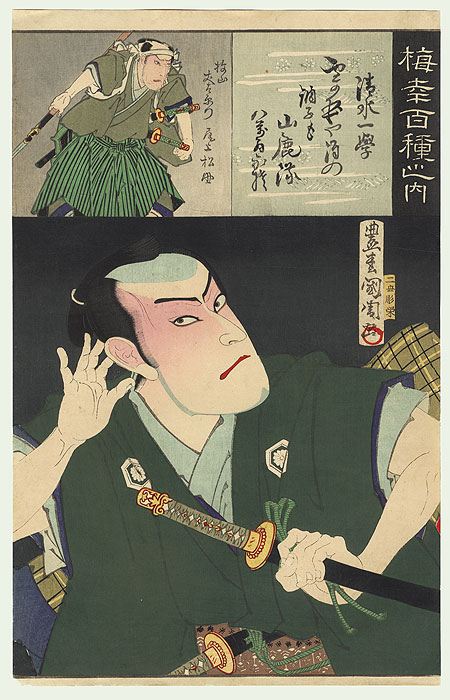
五代目尾上菊五郎扮する清水一学（豊原国周画）

『大河内文書』には吉良上野介と吉良義周にお供して、「少々戦いて討たれ候」とある。『江赤見聞記』によれば、当時四十歳で台所で死んだ。一方吉良側の資料『大熊弥一右衛門見聞書』によると、吉良とともに小屋の中にいた３人の一人である（他の二人は須藤与一右衛門、鳥居利右衛門）。３人のうち一人を堀部安兵衛と矢田五郎右衛門が討ち止め、もう一人を間十次郎が槍で突いた。最後の一人については諸記録に記載がない。
忠臣蔵では剣の達人として伝わり、最も奮戦した剣客として描かれている。庭の凍った池の石橋の上で奮戦し池に倒れ落ちるシーンがよく描かれる。
歌舞伎では「清水一角」  、「清水大学」などと表現される。
なお、一学の兄の藤兵衛は旧姓の児玉に復し、その子孫が今日まで続いている。
- 新貝弥七郎　近習　玄関　罷翁元休信士（万昌院）
- 笠原長右衛門　祐筆　書院次
- 大須賀治部右衛門　用人　台所口
- 榊原平右衛門　文官　同
- 大石半右衛門　門番　馬屋前
- 鈴木正竹　僧侶　小玄関前
- 杉松三左衛門　祐筆　小屋出口
- 牧野春斎　僧侶　同　心翁元無信士（万昌院）
- 須藤与一右衛門　取次　南書院次

吉良とともに小屋の中にいた３人の一人（『大熊弥一右衛門見聞書』）
- 榊原平右衛門　文官　台所口
- 鳥居利右衛門正次　用人　座敷庭

宝蔵院流の槍術で赤穂義士を翻弄したという。吉良とともに小屋の中にいた３人の一人（『大熊弥一右衛門見聞書』）
- 斎藤清左衛門　小姓　同　本翁元来信士（万昌院）

負傷のち死亡
- 大河内六郎左衛門　剣室宗寒信士（万昌院）

## その他関連人物

### 赤穂藩
浅野内匠頭長矩
赤穂藩主。松之大廊下で吉良義央に刃傷に及び即日切腹。辞世は「風さそふ花よりも猶我はまた春の名残をいかにとか（や）せん」というがこれは「多門伝八郎筆記」にあるだけで、多門の創作と考えられる。（「元禄赤穂事件」ｐ122）
瑤泉院
浅野長矩の正室。自身の化粧料である赤穂の塩田から上がった運上銀を大石に託した。
浅野大学長広
浅野長矩の実弟。浅野長矩の養嗣子となる。刃傷事件後に閉門となり、後に領地召し上げ、浅野宗家へ永預けとなる。この処分を受け大石良雄は吉良殺害を決意する。
大野九郎兵衛知房
国家老650石（次席）。平時には藩札のシステムを作るなどの貢献があった。
しかし赤穂藩改易が決まると、切腹に反対するなど弱腰の姿勢を見せ、原惣右衛門が賛同できないものはこの場を去るようにと言うと、大野は10人ほどの者とともに立ち去った。
4月12日に赤穂城の明け渡しが決定すると、その日の晩に息子の郡右衛門とともに逃亡した。逃亡に際し郡右衛門の幼い娘を置き去りしていったという。
逃亡の原因は、『江赤見聞記』の巻二によると、大野が藩庫金の分配に関して岡島八十右衛門と揉め、命の危険を感じたことが原因だというが、よく分からない。
こうした経緯もあってか、忠臣蔵のドラマでは「不義士」の親玉として描かれることが多く、元禄16年に書かれた『易水連袂録』ではすでに「日本無双大臆病ノ腰抜」と描かれている。
宮澤誠一は「義士」伝説が創出される際、大野がいわば悪役としてスケープゴートにされた形だと評している。
安井彦右衛門
江戸家老650石江戸扶持9人半。勅使御馳走役となった主君浅野内匠頭の補佐に失敗する。
藤井又左衛門宗茂
家老800石。勅使御馳走役となった主君・浅野長矩の補佐に失敗する。藤井直明は長矩を批判して勘当された長男。
近藤源八正憲
1000石。大石良雄の縁者。義盟には参加していない。
岡林杢之助直之
組頭1000石。開城恭順派で義盟には不参加。討ち入り後、兄の孫左衛門や弟の左門ら親族に不義をなじられ、弟の介錯により12月28日に切腹した。
寺井玄渓
藩医300石5人扶持。円山会議以前から浪士たちの活動を支えており、討ち入りに参加したいという意思を持っていたが、玄渓は武士でないという理由により、内蔵助に断られている。

#### 脱盟した元赤穂藩士
高田郡兵衛
江戸詰200石15人扶持。
討ち入りに参加した堀部、奥田と同じ堀内道場の同門であったためか、江戸急進派の一人としてこの二人とともに行動し、吉良を討つよう大石に迫っていたにもかかわらず、脱盟した。父方の伯父が高田を養子にしたいと言ってきたのを断りきれず、仲介にたった高田の兄が仇討ちのことを伯父に話さざるを得なくなったからである。高田は堀部と相談し、伯父を納得させるために脱盟 。最初の脱盟者となった。元禄14年12月頃のことである 。
討ち入り後泉岳寺に向かう赤穂浪士達のもとに駆けつけたが、堀部以外の全員から無視された。その後酒を持って赤穂浪士のいる泉岳寺にも行ったが、赤穂浪士からは「踏み殺してやりたい」と罵られた。
萱野三平重実
中小姓近習12両2分3人扶持。刃傷事件の第一報を赤穂へもたらした。
義盟に加わるが、父が他家（父や兄の主君である大島義也）への仕官の口を見つけ、内諾をもらってしまう。板挟みになった三平は元禄15年1月14日、切腹で自害してしまった。
『仮名手本忠臣蔵』の早野勘平のモデル。
橋本平左衛門
馬廻100石。義盟に加わるが、大阪で蜆川の茶屋淡路屋の遊女「はつ」に入れあげ、2人で心中してしまった。
2人の心中は元禄15年7月15日のことだとされるが、後記の佐々小左衛門が早水藤左衛門にあてた手紙ではそれは11月のことだとある。
奥野将監定良
組頭1000石。大石の親戚で、城明け渡しの際最初に血判状に署名し、大石とともに幕府の対応にあたるなど、大石を支えてきたが、円山会議の後、もう一度お家再興の嘆願をすべきだと主張して脱盟した。
小山源五左衛門良師
足軽頭300石。大石内蔵助の親戚で、大石と常に行動を共にしてきた中核的なメンバーだったにもかかわらず、浅野大学の処分が決まり、浅野家再興の望みがなくなると脱盟してしまった。
なお、小山は山科会議の際すでに消極的な姿勢を見せていたが、同時にその裏では堀部等急進派に同調するような書状も送っていた。それゆえ堀部等急進派は小山のことを信じ、大石をはずして小山を急進派の首領に担ぎあげようと画策していたが、山科会議での態度を見て堀部等急進派は激怒した。
また小山の娘ユウは、四十七士の一人である潮田又之丞のもとに嫁いでいたが、源五左衛門の脱盟により実家に返され、源五左衛門ともども又之丞から義絶された。
進藤源四郎俊式
足軽頭400石。小山源五左衛門と同様大石内蔵助の親戚で中核的なメンバーだったが、浅野大学の処分が決まり、浅野家再興の望みがなくなると脱盟。
大石孫四郎信興
大石の親戚にあたる。円山会議には出席したものの、そのまま脱盟した。
実録物の『赤穂義士伝一夕話』では討ち入りと老母の世話とどちらをするか弟の大石瀬左衛門と籤を惹いたとあるが、史実ではそのようなことはなく、大石孫四郎は脱盟により四十七士の一人である弟の大石瀬左衛門から義絶されている。
岡本次郎左衛門重之
大阪留守居400石。円山会議後に脱盟。
多川九左衛門
持筒頭・足軽頭400石。開城にあたって大石の嘆願書を幕府目付に提出しようとするが、任を誤る。円山会議後に脱盟。
田中貞四郎
150石。浅野長矩の遺骸を引き取り埋葬した。片岡高房と行動を伴にする急進派。討ち入りを前に逐電した。酒色に溺れ身を持ち崩したとされる。病毒のため、顔まで変わっていたという。
小山田庄左衛門
江戸詰100石。義盟に加わるが、四十七士の一人である片岡源五右衛門から小袖と金三両を盗んで逃亡した。深川会議のあった元禄15年11月2日のことであった。酒が原因で金に困っていたという。
庄左衛門の父である一閑は、このことを知ると刃で胸元から背後の壁まで突き通して自害した。
渡辺半右衛門
四十七士の一人武林唯七の兄。は当初盟約に参加していたが、武林から自分に代わって両親の面倒を見てほしいと説得され、離脱している。のち武林尹隆と改名して広島藩に仕えた。
中村清右衛門
年老いた母を置いて盟約に加わったが、（老母の世話を頼んでいる人物と思われる）太郎左衛門が自殺を考えていると聞き、半ば脅迫のような形で討ち入りを断念させられた。のち神田明神下で剣術道場主。
瀬尾孫左衛門
大石良雄の家臣。山科で江戸行きを止められて立腹し、江戸までついてきた。そして内蔵助の東下りに先行して瀬踏み役をしたり平間村の仮宿を斡旋したりする活躍があったが、矢野伊助とともに脱名。
脱名は12月6日のこととされるが、『寺坂私記』によれば12日であり、これが事実なら通常「最後の脱盟者」とされる毛利小平太よりも後に脱盟したことになる。
一説には赤穂に戻り、剃髪して休真と号したという。
矢野伊助
平間村の滞在所を大石不在のあいだ預かるが、瀬尾孫左衛門とともに脱盟、どこかへ逃亡。
毛利小平太
大納戸役20石5人扶持。さる大名の下男になりすまして吉良邸に潜入し、世間で言うほど警備は強固でないという報告をもたらした。討ち入り三日前の元禄15年12月11日に脱盟。最後の脱盟者となった。
同志たちは毛利が本当に脱盟したのか分からず、討ち入り前日になっても大石は毛利を同志の一人として数えていたという。
脱盟の経緯が不明のため、小説や映画では様々な動機が創作されている。
灰方藤兵衛
武具奉行150石。男色相手の常陸浪人・村木隼人と駆け落ちして、京で同棲。
佐々小左衛門
足軽頭200石。大坂曽根崎新地に移住する。
渡部角兵衛
在地奉行150石。佐賀藩鍋島領に逃亡。

## 関連項目

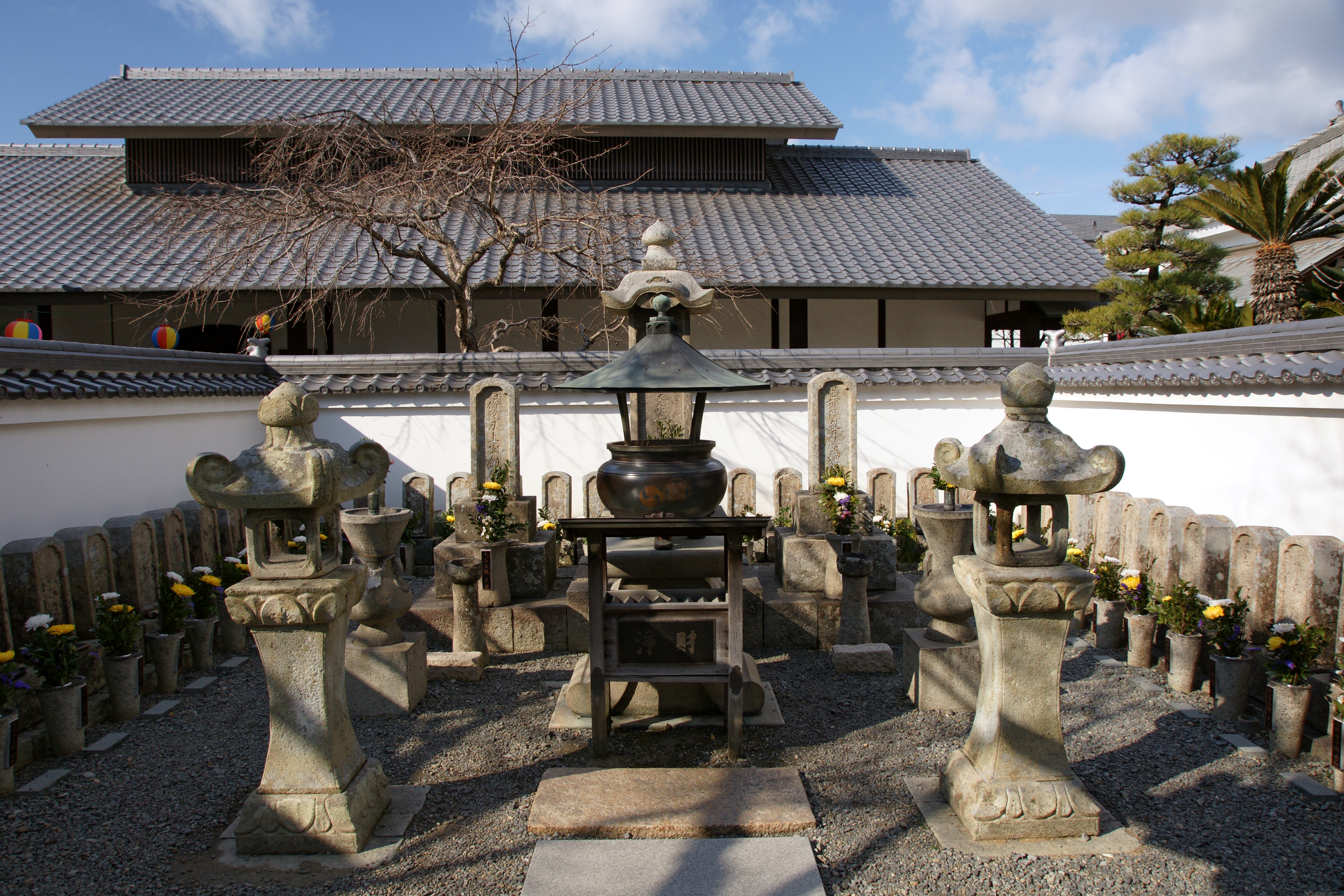
花岳寺の義士墓所

#### 浅野家親族
戸田采女正氏定
美濃国大垣藩主。浅野長矩の親類。刃傷事件後に連座して出仕を止められた。
安部丹波守信峯
武蔵国岡部藩主。浅野長矩の親類。刃傷事件後に連座して出仕を止められた。
浅野美濃守長恒
幕府旗本。浅野長矩と大石良雄の親類。刃傷事件と討ち入りに連座して出仕を止められた。
浅野左兵衛長武
幕府旗本。浅野長矩と大石良雄の親類。浅野長恒の弟。刃傷事件と討ち入りに連座して出仕を止められた。
松平（浅野）安芸守綱長
安芸国広島藩主。赤穂浅野家の本家筋。連座を恐れて吉良邸討ち入りを妨害した。宝永6年に大赦がなされた後、武林隆重の兄・渡辺半右衛門や大石良雄の遺児・大石大三郎を召抱えた。大石・武林両家とも数代後に絶家とされる。
浅野土佐守長澄
備後国三次藩主。綱長の弟。三好浅野家は瑤泉院の実家で、赤穂藩改易後、瑤泉院を引き取った。

#### 赤穂浪士の親族
りく
大石良雄の妻。大石良金の母。
大石くう
大石良雄の長女。大石良金の妹。
大石吉之進
大石良雄の次男。大石良金の弟。
大石るり
大石良雄の次女。大石良金の妹。浅野氏一族浅野長道に嫁ぐ。
大石大三郎
大石良雄の三男。大石良金の弟。広島浅野本家に父と同じ1500石で仕えた。
お軽
山科での大石良雄の妾。十年にわたり各地を放浪した後、旅先で死亡
堀部ほり
堀部武庸の妻。堀部金丸の娘。
内田三郎右衛門元知
旗本。高田郡兵衛を脱盟させる。
萱野七郎左衛門重利
旗本大島義也の家老。萱野重実の父親。重実自刃の原因となった。
松平孫左衛門忠郷
旗本。討ち入りに加わらなかった元赤穂藩士の弟・岡林直之を責めて切腹させた。
小山田一閃
小山田庄左衛門の父。江戸詰め100石。息子が同志の金を盗んで逃亡したことに愕然とし自刃した。
吉田伝内
吉田兼亮の四男。赤穂事件に連座して伊豆大島へ流された。赦免後は仕官できず、出家して達玄と名乗り放浪した。

### 吉良家
吉良上野介義央
高家旗本。松之大廊下で浅野長矩から刃傷を受ける。赤穂浪士に討ち入られ斬殺された。
上杉富子
吉良義央の正室。長男の三之助は上杉に養子にいき、家督を継いで上杉綱憲となっている。 上杉綱憲は将軍徳川綱吉の孫娘と結婚しており、吉良は将軍家とも親戚関係にある事になる。
吉良左兵衛義周
高家旗本。吉良義央の養子。上野介が引退した際に家督を譲り受けている。討ち入りの際に戦って重傷を負う。事件後に吉良家は領地召し上げとなり、信州高島へ配流された。
赤穂浪士討ち入りの際、左兵衛は薙刀を持って相手を傷つけたが、自身も額と腰から背中にかけて傷を負い、気絶（「左兵衛様疵ハ、武林唯七手に御座候由」『米沢塩井家覚書』より）。その後気付いて父・上野介を探しに寝室に向かったが、上野介が見つからず、落胆してまた気絶している。
自ら武器を取り奮闘にもかかわらず、左兵衛は「不届き」で「親の恥辱は子として遁れ難く」あるという理由で、信濃高島藩主諏訪安芸守忠虎にお預けとなった。 そこで罪人だからと月代を剃る事すら許されない生活を送り、宝永3年に20歳ほどの若さで死んだ。
左右田孫兵衛重次
吉良家家老。事件後、吉良義周の配流に従う。義周が亡くなった後は三河国吉良へ戻り余生を過ごした。
斎藤宮内忠長
吉良家筆頭家老。戦わずに生き残った。吉良の首を泉岳寺から受け取る。
山吉新八郎盛侍
吉良上野介の家臣 、近習。(吉良義周の中小姓)。赤穂浪士討ち入りの時負傷。その後吉良義周が幽閉されたとき左右田孫兵衛とともに付き従い、義周が亡くなるまで面倒をはじめとする見た。

### 米沢藩とその周囲
上杉弾正大弼綱憲
出羽国米沢藩主。吉良義央の実子。母は上杉定勝の三女。
吉良の妻富子は上杉家の出身であったことから、長男の三之助は上杉に養子にいき、家督を継いで上杉綱憲となっている。
綱憲は紀州藩主徳川光貞の娘栄姫と結婚しており、栄姫の兄徳川綱教の正室鶴姫が将軍徳川綱吉の娘であることから、吉良は将軍家とも親戚関係にある事になる。

畠山義寧
上杉家の親族で高家。米沢藩邸にも度々出入りしていた。幕閣の意を受け、綱憲の挙兵を制止する。

### 幕府
徳川綱吉
江戸幕府第5代将軍。浅野長矩を即日切腹・改易に処した。
柳沢出羽守保明
徳川綱吉の側用人。大老格として幕政を主導。多門が浅野への取調べに慎重を求めたのを却下する。
仙石伯耆守久尚
幕府大目付。討ち入り後における赤穂浪士たちの自首を受け浪士たちの処分にあたった。
梶川与惣兵衛頼照
吉良義央に刃傷に及んだ浅野長矩を取り押さえた旗本。刃傷事件の史料となる『梶川与惣兵衛日記』を残した。
浅野を取り押さえた際の行動が幕府に評価されて500石加増になり、旗本になった。
しかし浅野の不幸をもとに旗本になった形なので、世間の評判は悪化した。そのためか梶川は後になって浅野の無念を慮るべきだったと後悔した旨の話があるが、実際には手記で、そのような議論は「朋友への義」に過ぎず、「上」に対してはこのような議論は無用だと弁明している。
庄田下総守安利
幕府大目付。浅野長矩の切腹の検死役をつとめる。
多門伝八郎重共
幕府目付。目付として浅野長矩の切腹の副検死役をつとめる。偽書と言われる事の多い史料『多門筆記』を残した。
大久保権左衛門忠鎮
幕府目付。刃傷事件後、吉良の取調べにあたり、また浅野長矩の切腹の副検死役をつとめた。
荒木十郎左衛門政羽
収城目付として赤穂城へ赴き、大石良雄から三回の嘆願を受ける。赤穂浪士の切腹に際しては大石らの検死役をつとめる。
榊原采女政殊
収城目付として赤穂城へ赴き、大石良雄から三回の嘆願を受ける。
石原新左衛門正氏
幕府代官。赤穂藩が天領となったのち、その統治のため赤穂へ赴き、大石良雄から三回の嘆願を受ける。
岡田庄大夫俊陳
幕府代官。赤穂藩が天領となったのち、その統治のため赤穂へ赴き、大石良雄から三回の嘆願を受ける。
土屋主税逵直
吉良邸の北隣西側に屋敷があった老中土屋政直の家の本家。三男と四男は土屋政直の養子になり、三男は3000俵を与えられて独立し、四男がその家を継いだ。

### 朝廷・京都
東山天皇
第113代天皇。柳原と高野を勅使として江戸へ派遣した。
霊元上皇
第112代天皇。退位以来院政を敷いている。院使として清閑寺を江戸へ派遣した。
公弁法親王
後西天皇の第六皇子。天台座主。徳川綱吉が赤穂浪士の処分について相談した。
柳原資廉
前権大納言。刃傷事件の際に東山天皇の勅使として江戸へ下向していた。
高野保春
前権中納言。刃傷事件の際に東山天皇の勅使として江戸へ下向していた。
清閑寺熈定
前権大納言。刃傷事件の際に霊元上皇の院使として江戸へ下向していた。
進藤刑部大輔長之
近衛家諸大夫。進藤俊式の一族。

### 大名
伊達左京亮宗春
伊予国吉田藩主。院使御馳走役として浅野長矩の相役だった。
田村右京大夫建顕
陸奥国一関藩主。藩邸の庭先で浅野長矩が切腹した。
脇坂淡路守安照
播磨国龍野藩主。収城使として赤穂城を受け取る。
木下肥後守公定
備中国足守藩主。収城使として赤穂城を受け取る。

細川越中守綱利
第3代肥後国熊本藩主。赤穂事件後に大石良雄らのお預かりを担当したことで知られる。熊本藩細川家4代。

### お預かり・切腹関連
堀内伝右衛門
熊本藩の徒士頭。細川家にお預かりとなった大石良雄ら十七士の世話係。
安場一平
同じく番方。大石良雄の介錯をした。介錯に失敗した痕跡の残る刀を、全国義士会連合会長だった安場保雅が所有。
波賀清太夫
松山藩の歩行目付で剣術指南。久松松平家にお預かりとなった10名を罪人として厳しく扱った。大石良金の介錯役。

### その他
細井広沢
堀部武庸の親友の儒者。討ち入りの口述書の作成を行い、「堀部武庸筆記」を託された。
栗崎道有
蘭学医。刃傷を受けた吉良上野介を治療した。

荻生徂徠
赤穂浪士の裁きに関わる。この話が講談・落語の「徂徠豆腐」になっている。